# Partecipanti al Giro d'Italia 1986
Elenco dei partecipanti al Giro d'Italia 1986.
Il Giro d'Italia 1986 fu la sessantanovesima edizione della corsa. Alla competizione presero parte 19 squadre, ciascuna delle quali composta da nove corridori, per un totale di 171 ciclisti. La corsa partì il 12 maggio da Palermo e terminò il 2 giugno a Merano; in quest'ultima località portarono a termine la competizione 143 corridori. 

## Corridori per squadra
Nota: R ritirato, NP non partito, FT fuori tempo, SQ squalificato.
| Atala-Ofmega                   | Atala-Ofmega                   | Atala-Ofmega                   | Gemeaz Cusin-Cilo-Aufina    | Gemeaz Cusin-Cilo-Aufina    | Gemeaz Cusin-Cilo-Aufina    | Sammontana-Bianchi              | Sammontana-Bianchi              | Sammontana-Bianchi              |
| ------------------------------ | ------------------------------ | ------------------------------ | --------------------------- | --------------------------- | --------------------------- | ------------------------------- | ------------------------------- | ------------------------------- |
| 1                              | Gianni Bugno                   | 41º                            | 71                          | Gody Schmutz                | 57º                         | 141                             | Tullio Bertacco                 | 42º                             |
| 2                              | Salvatore Cavallaro            | 109º                           | 72                          | Jean-Marie Grezet           | R 6ª                        | 142                             | Tullio Cortinovis               | 88º                             |
| 3                              | Per Christiansson              | NP 3ª                          | 73                          | Heinz Imboden               | 61º                         | 143                             | Dario Mariuzzo                  | 105º                            |
| 4                              | Urs Freuler                    | 126º                           | 74                          | Rocco Cattaneo              | 30º                         | 144                             | Alessandro Paganessi            | 12º                             |
| 5                              | Pierino Gavazzi                | 106º                           | 75                          | Serge Demierre              | 101º                        | 145                             | Valerio Piva                    | 59º                             |
| 6                              | Dante Morandi                  | 140º                           | 76                          | Tony Rominger               | 97º                         | 146                             | Tommy Prim                      | 21º                             |
| 7                              | Ezio Moroni                    | 69º                            | 77                          | Daniel Gisiger              | 102º                        | 147                             | Giovanni Renosto                | 108º                            |
| 8                              | Mario Noris                    | 87º                            | 78                          | Jürg Bruggmann              | 131º                        | 148                             | Paolo Rosola                    | 117º                            |
| 9                              | Emilio Ravasio                 | NP 2ª (†)                      | 79                          | Marco Vitali                | 37º                         | 149                             | Alberto Volpi                   | R 16ª                           |
| Bruciatori Ecoflam-Jollyscarpe | Bruciatori Ecoflam-Jollyscarpe | Bruciatori Ecoflam-Jollyscarpe | Gis Gelati-Oece             | Gis Gelati-Oece             | Gis Gelati-Oece             | Santini-Cierre-Conti            | Santini-Cierre-Conti            | Santini-Cierre-Conti            |
| 11                             | Marino Amadori                 | 53º                            | 81                          | Adriano Baffi               | 141º                        | 151                             | Jesper Worre                    | 15º                             |
| 12                             | Daniele Caroli                 | R 21ª                          | 82                          | Silvano Contini             | 20º                         | 152                             | Steen-Michael Petersen          | R 21ª                           |
| 13                             | Franco Chioccioli              | 6º                             | 83                          | Marco Giovannetti           | 8º                          | 153                             | Neil Stephens                   | 78º                             |
| 14                             | Roberto Gaggioli               | 127º                           | 84                          | Palmiro Masciarelli         | 46º                         | 154                             | Maurizio Conti                  | 28º                             |
| 15                             | Orlando Maini                  | 110º                           | 85                          | Giuseppe Petito             | 84º                         | 155                             | Elio Festa                      | 77º                             |
| 16                             | Filippo Piersanti              | 100º                           | 86                          | Alessandro Pozzi            | 24º                         | 156                             | Fabrizio Vannucci               | 36º                             |
| 17                             | Romano Randi                   | 64º                            | 87                          | Marino Polini               | 86º                         | 157                             | Benedetto Patellaro             | R 21ª                           |
| 18                             | Maurizio Rossi                 | 73º                            | 88                          | Ennio Salvador              | 33º                         | 158                             | Patrizio Gambirasio             | 137º                            |
| 19                             | Michael Wilson                 | 17º                            | 89                          | Ennio Vanotti               | 26º                         | 159                             | Mauro Angelucci                 | 103º                            |
| Carrera-Vagabond               | Carrera-Vagabond               | Carrera-Vagabond               | La Vie Claire-Wonder-Radar  | La Vie Claire-Wonder-Radar  | La Vie Claire-Wonder-Radar  | Skala-Skil                      | Skala-Skil                      | Skala-Skil                      |
| 21                             | Stephen Roche                  | R 21ª                          | 91                          | Greg LeMond                 | 4º                          | 161                             | Hennie Kuiper                   | 22º                             |
| 22                             | Roberto Visentini              | 1º                             | 92                          | Steve Bauer                 | 45º                         | 162                             | Fons De Wolf                    | 38º                             |
| 23                             | Guido Bontempi                 | 99º                            | 93                          | Charly Bérard               | NP 2ª                       | 163                             | Jean-Paul van Poppel            | 125º                            |
| 24                             | Bruno Leali                    | 58º                            | 94                          | Kim Eriksen                 | 119º                        | 164                             | Nico Verhoeven                  | 130º                            |
| 25                             | Davide Cassani                 | 35º                            | 95                          | Frédéric Garnier            | 98º                         | 165                             | Adri van Houwelingen            | 93º                             |
| 26                             | Eddy Schepers                  | 23º                            | 96                          | Roy Knickman                | 72º                         | 166                             | Gert Jakobs                     | 111º                            |
| 27                             | Jørgen Vagn Pedersen           | 44º                            | 97                          | Niki Rüttimann              | 9º                          | 167                             | Jean Habets                     | 62º                             |
| 28                             | Fabio Bordonali                | 90º                            | 98                          | Alain Vigneron              | 51º                         | 168                             | Jacques van der Poel            | 118º                            |
| 29                             | Massimo Ghirotto               | 29º                            | 99                          | Christian Jourdan           | 49º                         | 169                             | Jacques van Meer                | R 10ª                           |
| Ceramiche Ariostea-Gres        | Ceramiche Ariostea-Gres        | Ceramiche Ariostea-Gres        | Magniflex-Centroscarpa      | Magniflex-Centroscarpa      | Magniflex-Centroscarpa      | Supermercati Brianzoli-Essebi   | Supermercati Brianzoli-Essebi   | Supermercati Brianzoli-Essebi   |
| 31                             | Domenico Cavallo               | 113º                           | 101                         | Daniele Asti                | 143º                        | 171                             | Francesco Moser                 | 3º                              |
| 32                             | Piero Ghibaudo                 | R 4ª                           | 102                         | Bruno Bulić                 | 25º                         | 172                             | Gianbattista Baronchelli        | NP 17ª                          |
| 33                             | Kjell Nilsson                  | 67º                            | 103                         | Bruno Cenghialta            | 54º                         | 173                             | Claudio Corti                   | 5º                              |
| 34                             | Dag Erik Pedersen              | 81º                            | 104                         | Flavio Chesini              | 128º                        | 174                             | Dietrich Thurau                 | 18º                             |
| 35                             | Luca Rota                      | NP 20ª                         | 105                         | Cesare Cipollini            | 107º                        | 175                             | Gerhard Zadrobilek              | 55º                             |
| 36                             | Sergio Santimaria              | 60º                            | 106                         | Enrico Galleschi            | R 1ª                        | 176                             | Giovanni Bottoia                | 123º                            |
| 37                             | Patrick Serra                  | 82º                            | 107                         | Alessandro Giannelli        | R 19ª                       | 177                             | Antonio Bevilacqua              | 52º                             |
| 38                             | Maurizio Vandelli              | R 21ª                          | 108                         | Enrico Grimani              | 120º                        | 178                             | Stefano Giuliani                | 66º                             |
| 39                             | Alfio Vandi                    | 11º                            | 109                         | Mauro Antonio Santaromita   | 134º                        | 179                             | Gianni Zola                     | 91º                             |
| Del Tongo-Colnago              | Del Tongo-Colnago              | Del Tongo-Colnago              | Malvor-Bottecchia-Vaporella | Malvor-Bottecchia-Vaporella | Malvor-Bottecchia-Vaporella | Vini Ricordi-Pinarello-Sidermec | Vini Ricordi-Pinarello-Sidermec | Vini Ricordi-Pinarello-Sidermec |
| 41                             | Giuseppe Saronni               | 2º                             | 111                         | Stefano Allocchio           | 132º                        | 181                             | Emanuele Bombini                | R 21ª                           |
| 42                             | Flavio Giupponi                | 43º                            | 112                         | Mario Beccia                | 31º                         | 182                             | Federico Ghiotto                | 122º                            |
| 43                             | Francesco Cesarini             | 76º                            | 113                         | Pierangelo Bincoletto       | 75º                         | 183                             | Johan Lammerts                  | 70º                             |
| 44                             | Lech Piasecki                  | 65º                            | 114                         | Mauro Longo                 | 94º                         | 184                             | Riccardo Magrini                | R 19ª                           |
| 45                             | Maurizio Piovani               | 85º                            | 115                         | Roberto Pagnin              | 80º                         | 185                             | Giovanni Mantovani              | 115º                            |
| 46                             | Luciano Loro                   | 32º                            | 116                         | Renato Piccolo              | 40º                         | 186                             | Yuri Stefano Naldi              | 135º                            |
| 47                             | Czesław Lang                   | 68º                            | 117                         | Stefano Zanatta             | 139º                        | 187                             | Luciano Rabottini               | 56º                             |
| 48                             | Roberto Ceruti                 | 48º                            | 118                         | Primož Čerin                | 19º                         | 188                             | Claudio Savini                  | 34º                             |
| 49                             | Silvestro Milani               | 133º                           | 119                         | Acácio da Silva             | 7º                          | 189                             | Jens Veggerby                   | 27º                             |
| Dromedario-Laminox-Fibok       | Dromedario-Laminox-Fibok       | Dromedario-Laminox-Fibok       | Murella-Fanini              | Murella-Fanini              | Murella-Fanini              |                                 |                                 |                                 |
| 51                             | Silvano Riccò                  | 95º                            | 121                         | Stefano Bizzoni             | 63º                         |                                 |                                 |                                 |
| 52                             | Stefano Colagè                 | 13º                            | 122                         | Gregor Braun                | R 11ª                       |                                 |                                 |                                 |
| 53                             | Marco Franceschini             | 74º                            | 123                         | Daniele Del Ben             | 83º                         |                                 |                                 |                                 |
| 54                             | Enrico Pochini                 | 39º                            | 124                         | Walter Delle Case           | 142º                        |                                 |                                 |                                 |
| 55                             | Claudio Vandelli               | R 6ª                           | 125                         | Giuseppe Franzoni           | R 6ª                        |                                 |                                 |                                 |
| 56                             | Giuseppe Montella              | 138º                           | 126                         | Raniero Gradi               | NP 16ª                      |                                 |                                 |                                 |
| 57                             | Giancarlo Montedori            | 121º                           | 127                         | Fabio Patuelli              | 89º                         |                                 |                                 |                                 |
| 58                             | Fausto Terreni                 | 92º                            | 128                         | Rolf Sørensen               | NP 12ª                      |                                 |                                 |                                 |
| 59                             | Giuseppe Faraca                | 104º                           | 129                         | Marco Tabai                 | 112º                        |                                 |                                 |                                 |
| Fagor                          | Fagor                          | Fagor                          | Panasonic                   | Panasonic                   | Panasonic                   |                                 |                                 |                                 |
| 61                             | Martín Ramírez                 | NP 12ª                         | 131                         | Erik Breukink               | 71º                         |                                 |                                 |                                 |
| 62                             | Argemiro Bohórquez             | NP 12ª                         | 132                         | Ludo De Keulenaer           | 129º                        |                                 |                                 |                                 |
| 63                             | Pedro Muñoz                    | 10º                            | 133                         | Eric Van Lancker            | 14º                         |                                 |                                 |                                 |
| 64                             | Frank Hoste                    | 136º                           | 134                         | Henk Lubberding             | 96º                         |                                 |                                 |                                 |
| 65                             | Jean-René Bernaudeau           | 50º                            | 135                         | Allan Peiper                | 116º                        |                                 |                                 |                                 |
| 66                             | Pol Verschuere                 | R 22ª                          | 136                         | Ludo Giesberts              | R 2ª                        |                                 |                                 |                                 |
| 67                             | Christian Chaubet              | R 16ª                          | 137                         | Eric Vanderaerden           | 124º                        |                                 |                                 |                                 |
| 68                             | Henri Abadie                   | 114º                           | 138                         | Johan van der Velde         | 16º                         |                                 |                                 |                                 |
| 69                             | Martin Earley                  | 47º                            | 139                         | Teun van Vliet              | 79º                         |                                 |                                 |                                 |

### Legenda
| Legenda          | Legenda | Legenda       | Legenda                                                  |
| ---------------- | --- | ------------- | -------------------------------------------------------- |
| Dorsale          | Dorsale di partenza del ciclista | Posizione     | Posizione finale nella classifica generale               |
| Maglia rosa      | Indica il vincitore della classifica generale                                                                                        | Maglia verde  | Indica il vincitore della classifica dei GPM             |
| Maglia ciclamino | Indica il vincitore della classifica a punti                                                                                         | Maglia bianca | Indica il vincitore della classifica dei giovani         |
| NP               | Indica un ciclista che non è ripartito in una tappa la mattina                                                                       | R             | Indica un ciclista che si è ritirato in una tappa        |
| FTM              | Indica un ciclista che ha concluso una tappa fuori tempo, ossia ha impiegato più tempo rispetto a quanto stabilito dal tempo massimo | EX            | Corridore escluso per non aver rispettato il regolamento |

## Corridori per nazione
Le nazionalità rappresentate nella manifestazione sono 19; in tabella il numero dei ciclisti suddivisi per la propria nazione di appartenenza:
| Numero corridori | Nazione                                                   |
| ---------------- | --------------------------------------------------------- |
| 104              | Italia                                                    |
| 13               | Paesi Bassi                                               |
| 10               | Svizzera                                                  |
| 8                | Belgio                                                    |
| 7                | Francia                                                   |
| 6                | Danimarca                                                 |
| 4                | Svezia                                                    |
| 3                | Australia                                                 |
| 2                | Colombia, Germania, Irlanda, Polonia, Stati Uniti         |
| 1                | Austria, Canada, Norvegia, Portogallo, Spagna, Jugoslavia |